# Hylotelephium verticillatum
Hylotelephium verticillatum là một loài thực vật có hoa trong họ Crassulaceae. Loài này được (L.) H. Ohba miêu tả khoa học đầu tiên năm 1977.